# MONSTER SOUL
『MONSTER SOUL』（モンスターソウル）は、真島ヒロによる日本の漫画作品。「コミックボンボン」に2006年1月号から3月号まで集中連載された。2007年に同作家の同誌での連載作品『プルーの犬日記』完結に伴い、同誌の2007年6月号から9月号まで続篇が再度執筆された。全7話発表され、単行本は全2巻発売されている。

## 概要
『RAVE』が完結した2005年以降、連載作品は『プルーの犬日記』のみとなっていた真島が週刊での次連載作『FAIRY TAIL』が開始されるまでに描いた作品。この時点で、全3回の集中連載とされることが決定していた。元々編集部からの案は「新作2話の集中連載を」というものだったが、比較的世界観が膨らんだこともあり、全3話とした。
丁度単行本一冊分描かれたために、連載終了から約1年後に単行本化され、そこでそれまでの「ましまえん」にあったような没キャラクターや連載案などが明かされた。また、単行本で「世界観などがほぼ完成しているために、もしかしたら連載版のMONSTER SOULをやるかもしれない」という趣旨の発言があったが、『週刊少年マガジン』で『FAIRY TAIL』の連載が決定したこともあり、「週刊、月刊も含め3本の連載は難しい」とも明言されていたために、スケジュールの都合上、3話完結の状態が続いていた。
そして、完結からおよそ1年半経った2007年5月に『プルーの犬日記』が完結するのに伴い、続篇執筆を明言、同年の『ボンボン』6月号で再び連載された。これに伴い、単行本表記も「全1巻」から「1〜以下続刊」へと変更され、2巻刊行後に「(1)(2)」と変更された。
単行本は当初ボンボンレーベルから刊行されていたが、後にライバルコミックスレーベルで新装版として再版されている(本編に変更は無いが、あとがきの内容が書き換えられている)。
真島自身が「（自分が）原作者として他の人が描くこと（作画すること）はありうるが、自分が描く事は（月刊週刊両立の厳しさからも）もう無い」としており、単行本2巻の帯でも「ここに完結」とされている。
モンスターソウルの原作提供プロジェクトは、当時看板作品が不足していたこともあって、実際ボンボンスタッフともかなり具体的に話し合いが進んでいたとのことであったが、その矢先にボンボンそのものの休刊が決定し、計画は白紙となった。
なお、この真島ヒロ原作貸し出し構想は後に『FAIRY TAIL』における複数のスピンアウトシリーズの形式で現実のものとなった。

## あらすじ
MONSTER SOUL
人間と魔物（モンスター）が共存する世界、エルブンランド。かつてその世界を、人間界と魔物界に二分した大戦争があった。その戦争で魔物軍最強とまで言われた伝説の遊撃部隊、その名も闇の翼（ブラックエアーズ）。
人間よりも強く、人間よりも優しい、闇の翼のメンバーたちが世界に熱い拳を振り下ろす。
MONSTER SOUL 2nd
かつて世界を二分した、魔物軍と人間軍との戦争。その戦争で魔物軍最強とまで言われた、伝説の遊撃部隊、闇の翼。そんな彼らの前に地獄の種族（ヘルタールーツ）に襲われた国の少年が、助けを求めてきた。
失われた王国、ドリオクラムの人々を助け出すため、闇の翼の地獄旅行が始まる。

## 登場人物

### 闇の翼（ブラックエアーズ）
アキ
本作の主人公で、闇の翼最凶の暴れん坊。種族（ルーツ）はS型（Sタイプ）と呼ばれるクラスの魔物の一種、魔狼（ディアウルフ）で、自身の感情が高揚すると「魂の姿（ソウルフォーム）」と呼ばれる角の生えた人狼の姿となる。
普段の見た目は人間とさほど変わらないが、通常の姿でも頭には2本の角が生えている。人間の目では捕らえられないスピードで動くことができるが、暴走しがちであまり考えずに行動することが多いので、その能力をあまり活かしきれないことが多い。普段はフードを被っている為、魔物狩りをしていたハンターから人間に間違われたこともある。しかし人間とは違い銃で撃たれただけでは死なない。魂の姿になった後は力を使い果たしてしまうために、必ず眠ってしまうという弱点がある。
元々は平和に暮らしていたが、故郷が壊滅し両親を失ったことで孤児となり、エルブンランドに住んでいた。
技
すべて変身時に使用する。
魔拳・竜巻
相手の頭を掴んで振り回し、竜巻を起こすと共に上空へ吹き飛ばす技。
魔拳・地震
両手を組んで思い切り地面を殴り、周囲の敵を吹き飛ばす技。
魔拳・迅雷
空中にいる敵の上に飛び上がり、雷を纏った拳で地面に叩きつける技。
魔拳・突風
拳に風を纏い、そのまま敵に殴りかかる技。
魔拳・旋風
左足で回し蹴りを繰り出す技。
魔拳奥義・天地崩壊
空中の敵に目にも留まらぬ速さで連続パンチを食らわす技。アキの技の中でも最高の威力を誇る。
魔拳奥義・天地崩壊・大噴火
「天地崩壊」の発展型。仲間達の魂（ソウル）を集め、連続パンチの後に火山の噴火の如き爆発と共に強烈なアッパーを食らわす技。
トゥーラン
種族はゴーレム。自称・魔物界のアイドル。純粋な心の持ち主で、うっかり者かつ、ちゃっかり者。
父はゴーレムだが、母は人間。そのためゴーレムの弱点である水にも強く、父や仲間達が「住んでいる砂漠から移動することは許されない」というゴーレムの掟に従い、他のゴーレムたちが砂漠に降った雨に打たれて溶けて死んだときも、彼女一人生き残っている（母の詳細・生死は不明）。しかし、魔物の血も受け継いでいるため、魔物が弱点とする聖水には耐えられない。
自分の体を砂にすることができ、体の一部を楽器にしたり、砂を使って煙幕を張るなどの補助的な役割を担っている。
闇の翼の中ではツッコミ役とも言える人物である。
技
大地の詩（アンビエント）・朝の光
右腕から砂を垂らしてハープを創り、眠気覚ましの効果がある曲を奏でる技。
サンドインフェルノ
地面から砂と共に衝撃波を巻き上げる技。

ジェームス
種族はフランケンシュタインで、怪物のような容貌をした人造人間タイプの魔物。金属製の銃を易々と折り曲げるなど、底知れぬパワーを持っているが性格は優しく、涙もろい。口癖は「押忍！」で、語尾は「っス」。
体の各所に武器が仕込まれており、目には様々なデータを捕らえることが可能なセンサーが備えられている。他の魔物とは違い、人造的な武器（ロケットパンチ等）が多いのが特徴である。顔の部分をよく落とす。
彼は元々魔物を倒すために人間が人工的に開発したサイボーグであり、名前も無かったが、優しい心を持って生まれたために失敗作とみなされ、「誰も傷つけたくない」という自分の意思に従い、使われなくなった研究所で眠っていたが、人間達に追われて研究所に逃げ込んできたマミィに起こされ、「傷つける」のではなく「守る」ために戦うことを教えてくれたマミィを一生守る誓いを立てた。「ジェームス」という名前はそのときにマミィが付けてくれたもの。
技
爆散砲
両手を取り外して腕から高エネルギーを放ち、爆発を起こす技。
ロケットパンチ
その名の通り、片腕を敵に向かって飛ばして攻撃する技。
ジェームス・ストライカー・システム
主にマミィの指示によって発動する。身体を巨大で強力な戦闘ロボットに変形させる技。
特大爆散砲
「エルザジェームス・ストライカー・システム」で変形したジェームスが使用する技。技自体は「爆散砲」と同じだが、威力は通常時の何倍にも及ぶ。

マミィ
種族はミイラ女。全身に包帯を巻いており、その包帯を操って戦う。いつも巨大な注射器を持ち歩いており、その中には回復エキスが入っている。
他の3人より少し年上であるため、「マミ姉」と呼ばれ親しまれている。「はずかしい」が口癖だが、すぐに服を脱ぐ癖もある。幼いときからアキ達の面倒を見続けており、アキの魂を狙うガルエルフからアキを助けるために、一度右目を失う。そのときから右目の部分を包帯で隠していたが、アキがガルエルフを倒したことにより右目が復活する。
本人は隠しているが実は「地獄の種族（ヘルタールーツ）」。ジェームスとは地獄の種族狩りをしていた人間から逃げていたときに出会った。
技
蛇の舞
包帯を振るい、敵を横一直線に薙ぎ払う技。
オロチの舞
空中で身体中から包帯を伸ばし、地上にいる敵を一掃する技。
大声（バインドボイス）
要するにただの大声だが、かなりの音量。主にジェームスを呼ぶ時に使用する。

ジョバ
たまねぎ鬼（オニオン）と呼ばれる種族の魔物の子供。人間の間では"珍魔物（レアモンスター）"として高く取引されるため、ハンターに捕まえられたこともある。ジョバ以外のたまねぎ鬼は、数百年前に目撃されたきりとなっているらしい。
普段は「キュピイ」としか喋らず、言葉は殆ど片言である。

### 地獄の種族（ヘルタールーツ）
ブランク
三鬼遊（ドライ・コマンド）の一人。種族はスケルトン。
「ダーイナマーイッ!!!」が口癖で、目の上にあるの二つの穴からダイナマイトを発射して戦う。
地獄へ侵入したアキ達の前に現れ、魔法の壺の中にマミィを吸い込み、他の仲間達を弱らせるためにアキ達に襲い掛かるが、アキ、トゥーラン、セルシュの三人に倒される。しかし再び起き上がり、ベルーゼを復活させるために三鬼遊の残り二人を犠牲にするが、その後復活したベルーゼに食べられてしまった。
ガイナ
三鬼遊の一人。種族は体が岩でできている岩鬼。語尾は「ガンス」。
ジェームスと同じく顔の部分が外れやすい。顔のサイズが近いらしくお互いに相手の顔をつけることも可。マミィを助けるために追いかけてきたジェームスと戦うが、ジェームスが充電切れで倒れたため、死んだと勘違いしアジトへ戻る。キリコと協力して壺から脱出したマミィを追い詰めるが、駆けつけたジェームスに倒され、最終的にベルーゼ復活の糧にされた。
技
どしゃぶり 岩'nROLL（ロックンロール）
全身を構成している岩をバラバラにして発射する技。

キリコ
三鬼遊の紅一点。種族はヴァンパイア。口癖は「おいしそう」。
ガイナと協力してマミィを追い詰めるが、ジェームスに倒される。最終的にベルーゼ復活の糧にされた。
技
初めての吸血（ファーストキス）
喉からもう一つの口を伸ばし、相手の腕などに吸いつけて血を吸う技。
悪の十字架（エビル・クロス）
右手から十字架型の衝撃波を放つ技。

ポチ
三鬼遊の手下で、地獄の門の門番。種族はケルベロス。三つの頭はそれぞれ違う犬種であり、性格もそれぞれ異なる。一応地獄の種族の一人だが、アキに一撃で吹っ飛ばされる。
ジョボ
三鬼遊の手下で、主に見張り役を担当する。種族は鬼兵。自分の身に危険が迫ると、口からものすごく臭い液体を出す。ジョバと見た目がそっくりだが、普通に喋ることが出来る。

### その他
セルシュ
ドリオクラム王国の王子である少年。三鬼遊に国を襲撃されるがなんとか逃げ切り、三鬼遊によって攫われた人々を助け出すために勇者を探す旅をしていた（実は、その勇者とはアキ達のこと）。旅の途中で力尽き、川に落ちたところをアキ達に助けられる。最初は魔物を信用していなかったためアキ達と関わるのを嫌がっていたが、ドリオクラムの人々を助けるために命がけで戦うアキ達を見て考えが変わり、魔物と人間の共存の道を考えるようになった。名剣「ザック・リーン」を所持しており、アキ達の協力はあったものの三鬼遊の1人であるブランクを倒したり、「破壊の種族」であるベルーゼに一太刀加えたりするほどの実力を見せた。
バルカン・ブラザーズ
魔物を捕獲し、賞金を稼ぐ密猟者のコンビ。ずる賢さはピカイチで、トゥーランを罠に嵌めて監禁し、他の仲間も聖水で一網打尽にしようとするが、トゥーランが道しるべとして落としてきた砂を辿ってきたアキ達によって吹き飛ばされる。密猟者グループには他に「ドスコイハンターズ」「パンサーメンズ」「ゴールドコインズ」などが存在するが、全てアキたちによって壊滅する。
ベーコン
若い魔物を集め、人間に反乱を起こそうとしている革命軍のリーダーで、種族は幽霊（ゴースト）。自身の能力である「洗脳（マインドウォッシュ）」で人々を惑わし、仲間に加えていた。戦争で両親を人間に殺され、人間に恨みを抱いていたが、アキ達に倒され改心した。
技
不在攻撃（インビジブルアタック）
姿を消し、空中から相手を襲う技。
洗脳（マインドウォッシュ）
人々の思想を操る能力。

キヨ
森に住むといわれる妖精の一人。高齢なため容姿はイマイチで、アキに「妖怪」と評された。ベーコンの「洗脳」により心を惑わされ、革命軍の同志を集めていたが、アキ達がベーコンを倒したことで正気に戻る。
技
夢粉（ドリームフロー）
自らの鱗粉を散布し、吸い込んだ者を眠らせる。

ジェニー
キヨの娘だが、母には似ず美人である。「洗脳」を受けなかったため、革命には反対している。一人ではベーコンを止めることができずにあきらめかけていたが、アキ達によって元気付けられる。ブサイクな彼氏がいる。
ガルエルフ
通称、「二本頭のガルエルフ」。種族はキマイラで、ライオンとヤギの頭、蛇の尻尾を持つ。胸に書かれた「WILD」という文字の通りその力は強大で、変身時のアキと互角の力を持つ。なぜか「パワー」と発音することができず、「パウアー」と言う。
S型の魂を欲しており、アキがまだ小さいころはアキがS型の魔物であることを理由に執拗に苛め続けていた。一度マミィに騙されて偽物の魂を掴まされており、今度こそS型の魂を手にするために人間の街に現れ、やってきたマミィを殺そうとするが、駆けつけたアキに倒される。
技
三身一体・三角食い（トライアングルイーター）
二つの頭と尻尾の蛇が、同時に噛み付く技。

名称は不明だが、この他にエネルギー弾を打ち出す技もある。

ベルーゼ
人間や魔物の魂を喰らい、全てを破壊する、魂喰い（ソウルイーター）という「破壊の種族（デストロイルーツ）」の魔物。
元々は人間であり、ソウルハンターとして魔物の魂を吸収し続けていた悪人であった。アキの両親の魂を奪った張本人で、その場に駆けつけ怒りを爆発させた幼少期のアキに敗れたがまだ生きており、「種族転生」の秘法を行って一時的に卵に戻り、三鬼遊達の手によりさらに魂を蓄え、孵化して魔物となった。魔物となった後の力は凄まじく、変身時のアキをも圧倒的に追い詰めるほど。また、アキの魔拳を食らってもものともしない強靭な肉体を併せ持っている。
破壊の種族の力を使ってアキに復讐し、さらに地上を支配するという野望を持っていたが、仲間達の魂の力を集めたアキに敗北した際、肉体を構成している魂が飛び散り消滅した。
技
ソウルドレイン
その場にいる者たちの魂を吸収し、自らの力に変える技。また、相手の技を吸い込み、吐き出して相手に返すことができる。

## 用語

### 地名
エルブンランド
人間と魔物（モンスター）が住む世界であり、この物語の舞台となる場所。通貨単位はJ（ジュエル）。通貨単位は『FAIRY TAIL』の舞台となるフィオーレ王国と同一だが、関連は不明。
地下迷宮 ジ・ロンド
文字通り、地下に存在する迷宮。迷宮といっても、魔物たちにとっては数ある街のひとつである。
アドルの教会
闇の翼達を捕獲するためトゥーランを騙して人質に取ったバルカン・ブラザーズが、自分たちの居場所と偽って脅迫状に名を記した教会。バルカン・ブラザーズはここにアキ達が来ると予想し落とし穴や聖水のプールなどを作ったが、結局その罠が効果を発揮することは無かった。
ルルッカの街
人間の住む町。ベーコン率いる革命軍によって攻略されることになっていた。
バスレイオン
人間の町。アキ達とガルエルフの戦いはここで行われた。
ドリオクラム
人間の国。三鬼遊により人民達を全て攫われる。
地獄門
山中の陥没した大地の上に存在する、地獄へと繋がる門。番人はポチ。
地獄の一丁目
地獄の入り口らしき場所。倒れた墓石やボロボロの柵などがあり、かなり荒れている。

### 道具
魔物大全（モンスター-）
密猟者コンビ「バルカン・ブラザーズ」が持っていた、魔物のデータや報奨金等が記された辞典。ちなみに、書かれている報奨金はジェームス:350000J、トゥーラン:200000J、マミィ:400000J、アキ:1000J、アキ（魂の姿）:700000J。
角笛（テレホーン）
動物の角のような形をした通信用の笛。携帯電話のように使う。
銀のロープ
縛った魔物の力を封じることが出来るロープ。闇の翼の1人であるトゥーランにも解く事は出来なかった。
聖水
魔物にかけると酸のような反応を示す魔法の水。上級の魔物にも通用する。
聖水弾
魔物の弱点である聖水を打ち出す銃。

### その他
シルド条約
詳細は不明だが、魔物が人間の街に入ってはいけないという項があるらしい。
マバ
ヤギに似た動物で、背中に乗って走ることが出来る。

## サブタイトル
MONSTER SOUL
第1話 闇の翼（ブラックエアーズ）現る!!
第2話 魔物（モンスター）革命!!
第3話 思いを力に変えて!!
MONSTER SOUL 2nd
第1話 地獄の種族（ヘルタールーツ）
第2話 地獄の一丁目
第3話 優しい兵器
最終話 魂（ソウル）

## 単行本
1. 2007年1月17日、ISBN 978-4-06-332061-9
2. 2007年9月14日、ISBN 978-4-06-332098-5

新装版
1. 2009年4月3日、ISBN 978-4-06-380049-4
2. 2009年5月1日、ISBN 978-4-06-380050-0